# Кодоскоп

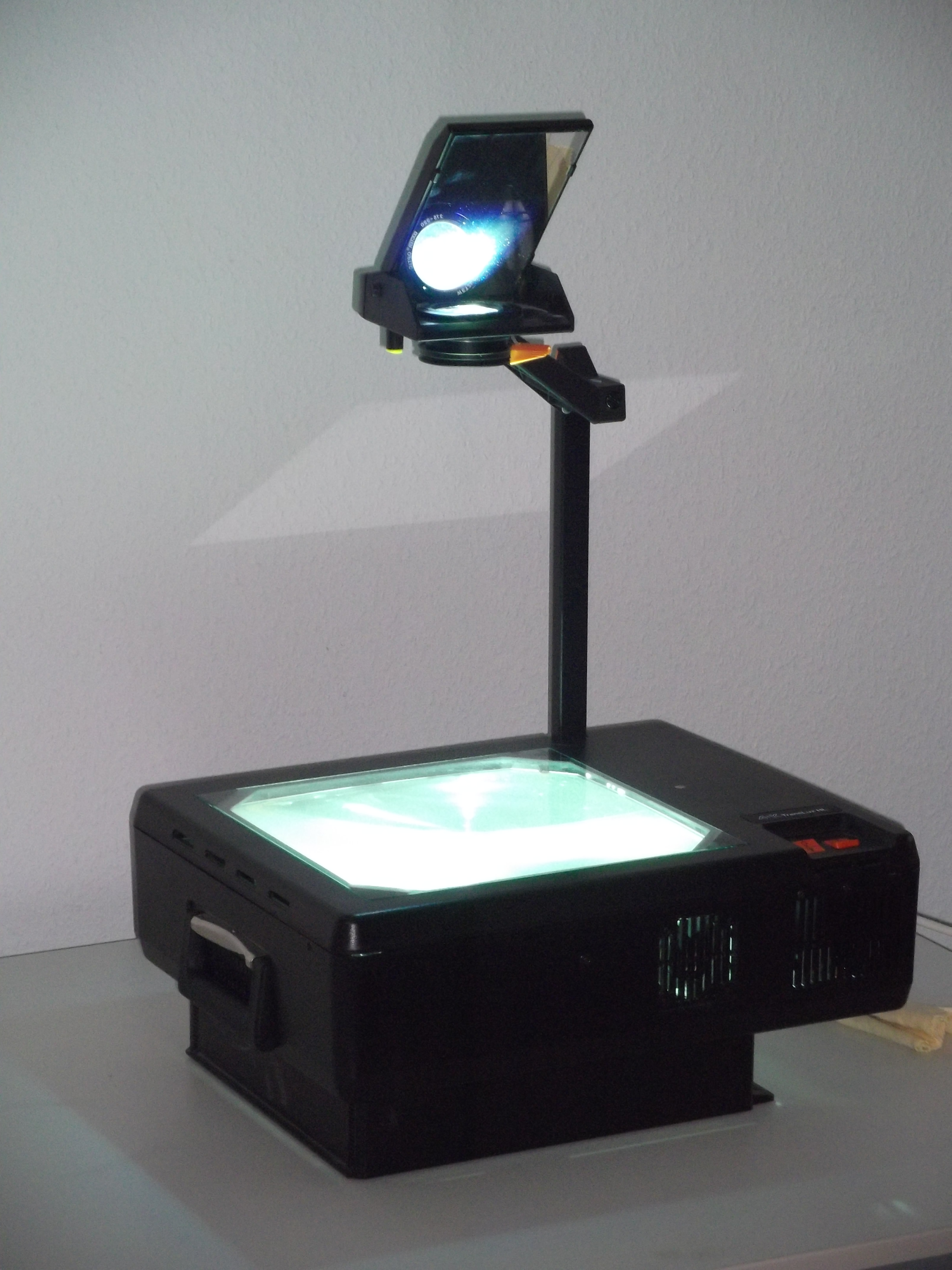
Кодоскоп

Кодоскоп — оптичний прилад, призначений для проєкції прозорих оригіналів із зображенням на великий екран . На відміну від інших типів проєкторів має конденсор великого розміру, що розташований горизонтально і дозволяє укладати на нього діапозитиви розміром до одного машинописного аркушу. Завдяки зручності широко використовувався в навчальних закладах та на конференціях до витіснення сучасними цифровими системами мультимедійних презентацій.

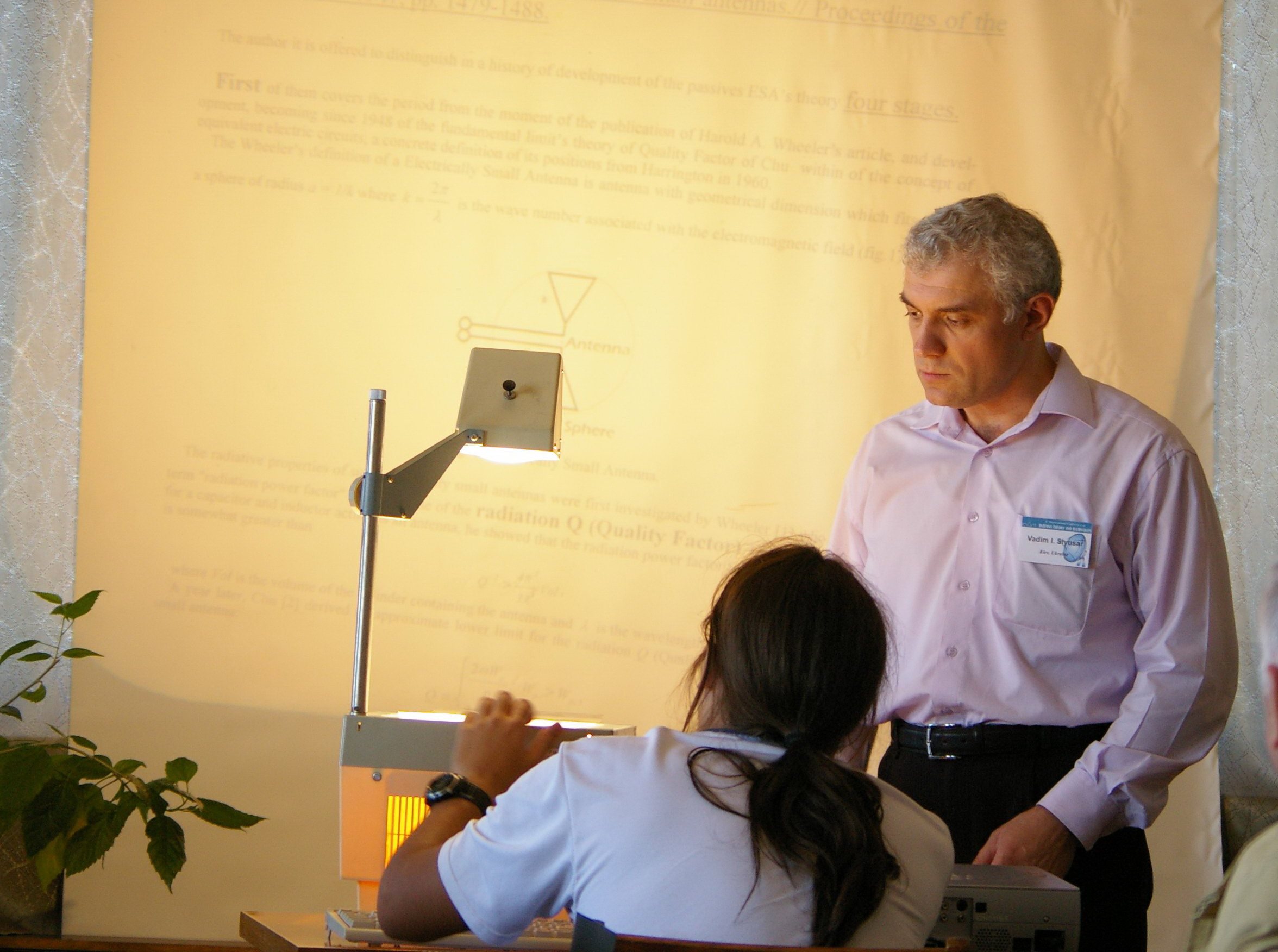
Кодоскоп на науковій конференції, 2007 р.

## Історія
Перші прототипи кодоскопа з'явились у 1927 році і були удосконалені Вальтером Бауерсфельдом, який створив у 1931 році проєкційний апарат «Белсазар» (нім. Belsazar)..

## Особливості конструкції

Оптична схема кодоскопа

Кодоскоп складається з освітлювальної системи, аналогічної діапроєктору, але з вертикальною оптичною віссю. Прозорі оригінали укладаються горизонтально на плоску квадратну лінзу Френеля, що виконує роль конденсора. Зображення на екрані формує об'єктив, розташований вертикально над лінзою Френеля і оснащений дзеркалом, що встановлене під кутом 45° до оптичної осі освітлювальної системи. В результаті світло змінює напрям з вертикального на горизонтальний і потрапляє на екран, в якості якого може бути використана будь-яка рівномірно забарвлена біла поверхня.